# Kępa Wyszogrodzka
Kępa Wyszogrodzka – dawna wieś, obecnie niezamieszkana część miasta Wyszogrodu w Polsce, w województwie mazowieckim w powiecie płockim.
Stanowi wysepkę (kępę) na Wiśle u ujścia Bzury, oddzieloną od lewego brzegu wąską łachą. Ponieważ Wyszogród właściwy leży na prawym brzegu Wisły, Kępa Wyszogrodzka nie posiada styczności lądowej z miastem (pobliski Most Wyszogrodzki przebiega przez sąsiednią wysepkę, nie przez Kępę Wyszogrodzką; ponadto brak jest tam zjazdu). Komunikacja z miastem jest możliwa tylko drogą wodną z przystani w Wyszogrodzie.

## Historia
Dawniej wieś Kępa Wyszogrodzka należała w latach 1867–1933 do gminy Rębowo w powiecie płockim. W Królestwie Polskim przynależała do guberni warszawskiej, a w okresie międzywojennym do woj. warszawskiego. Tam, 20 października 1933 weszła w skład nowo utworzonej gromady Rybaki w granicach gminy Rębowo, składającej się z Rybaków, Wójtostwa Wyszogród i Kępy Wyszogród.
1 stycznia 1934 Kępę Wyszogrodzką włączono do Wyszogrodu.